# Robertus cardesensis
Robertus cardesensis är en spindelart som beskrevs av Dresco 1959. Robertus cardesensis ingår i släktet fuktspindlar, och familjen klotspindlar.
Artens utbredningsområde är Spanien. Inga underarter finns listade i Catalogue of Life.